# 四條畷市消防本部
四條畷消防署（しじょうなわてしょうぼうしょ）は、大阪府四條畷市に存在した消防部局（消防本部）である。大東市消防本部と統合して大東四條畷消防組合となった。管轄区域は四條畷市全域。

## 概要
- 消防本部：四條畷市大字中野596-1
- 管内面積：18.74km2
- 職員定数：69人
- 消防署1カ所、分署1カ所
- 主力機械（2007年4月1日現在）
  - 普通消防ポンプ自動車：2
  - 水槽付消防ポンプ自動車：2
  - 救急自動車：3
  - 調査車：1
  - 連絡車：1

応急手当復旧啓発車　1
　その他　1

## 沿革
- 1971年4月1日 四條畷市消防本部・四條畷市消防署を設置。
- 1994年4月 田原分署を開設。
- 2014年4月1日 隣の大東市と統合（消防広域化）し、消防本部は大東四條畷消防組合の四條畷消防署に変更する。

## 組織
- 本部－総務課、予防課、警備課
- 消防署－消防課

## 消防署
| 消防署         | 住所          | 分署               |
| -------------- | ------------- | ------------------ |
| 四條畷市消防署 | 大字中野596-1 | 田原：田原台7-1-11 |